# Alain Resnais
Alain Resnais (ur. 3 czerwca 1922 w Vannes, zm. 1 marca 2014 w Paryżu) – francuski reżyser filmowy, scenarzysta i montażysta. Jeden z najważniejszych reżyserów francuskiej Nowej Fali. Do jego najbardziej znanych filmów należą: Hiroszima, moja miłość (1959) i Zeszłego roku w Marienbadzie (1961).

## Życiorys
Karierę rozpoczął od filmów krótkometrażowych. Nakręcony w 1948 dwudziestominutowy Van Gogh otrzymał Oscara w 1950. W 1952 otrzymał specjalną nagrodę Złotego Globu. W 1955 nakręcił głośny dokumentalny film Noc i mgła poświęcony wyzwoleniu niemieckich obozów koncentracyjnych. Jego pełnometrażowy debiut Hiroszima, moja miłość przyniósł nominację do Oscara za najlepszy scenariusz oryginalny dla Marguerite Duras w 1961, w atmosferze skandalu został wycofany z Festiwalu w Cannes (temat wojny atomowej uznano za zbyt drażliwy, nie chciano także prowokować protestów amerykańskich) i jest uważany za początek tzw. nowej fali.
W 1961 Resnais został nagrodzony Złotym Lwem na 22. MFF w Wenecji za swój drugi film pełnometrażowy, Zeszłego roku w Marienbadzie, a scenariusz Alaina Robbe-Grilleta został nominowany do Oscara za najlepszy scenariusz oryginalny. Trzeci film pełnometrażowy, Muriel (1963) przyniósł Puchar Volpiego dla najlepszej aktorki na 24. MFF w Wenecji dla Delphine Seyrig; czwarty - Wojna się skończyła (1966) – nominację do Oscara za najlepszy scenariusz oryginalny dla Jorge Semprúna i nagrodę Nowojorskiego Stowarzyszenia Krytyków Filmowych dla najlepszego filmu zagranicznego w 1966. Na 27. MFF w Cannes w 1974 Charles Boyer otrzymał nagrodę specjalną za swoją rolę w filmie Stavisky.
W 1977 Resnais nakręcił swój pierwszy film po angielsku - Opatrzność i w tym samym roku otrzymał nagrodę Cezara za najlepszą reżyserię, a sam film  zdobył jeszcze sześć Cezarów (jako najlepszy film, za montaż (Albert Jurgenson), muzykę (Miklós Rózsa), scenografię (Jacques Saulnier), dźwięk (René Magnol i Jacques Maumont) i scenariusz (David Mercer)).
W 1980 Resnais otrzymał Grand Prix oraz Nagrodę FIPRESCI na 33. MFF w Cannes za film Wujaszek z Ameryki, a scenarzyści tego filmu Jean Gruault i Henri Laborit byli nominowani do Oscara. W 1993 został uhonorowany nagrodą Cezara za najlepszą reżyserię w filmie Palić/Nie palić (sam film otrzymał ponadto Cezara jako najlepszy film oraz za najlepszą rolę męską (Pierre Arditi), scenografię (Jacques Saulnier) i scenariusz (Jean-Pierre Bacri i Agnès Jaoui)). Za ten sam film został także nagrodzony Srebrnym Niedźwiedziem za wybitne osiągnięcie artystyczne na 44. MFF w Berlinie w 1994. Rok później otrzymał natomiast Honorowego Złotego Lwa na 52. MFF w Wenecji.
W 1998 otrzymał kolejnego Srebrnego Niedźwiedzia za film Znamy tę piosenkę (film ten otrzymał także siedem Cezarów - jako najlepszy film, za najlepszy scenariusz oryginalny (Jean-Pierre Bacri i Agnès Jaoui), najlepszą rolę męską (André Dussollier), najlepsze drugoplanowe role męską (Jean-Pierre Bacri) i żeńską (Agnès Jaoui), montaż (Hervé de Luze) i dźwięk (Pierre Lenoir, Jean-Pierre Laforce i Michel Klochendler)), w 2006 Srebrnego Lwa, a w 2007 nagrodę Prix FIPRESCI za reżyserię filmu Prywatne lęki w miejscach publicznych (grająca w filmie Laura Morante otrzymała na festiwalu w Wenecji nagrodę Pasinettiego). Ponadto otrzymał Nagrodę Specjalną na 62. MFF w Cannes w 2009 oraz Nagrodę im. Alfreda Bauera za innowacyjność na 64. MFF w Berlinie w 2014. Na tym ostatnim festiwalu premierę miał jego ostatni film Życie Rileya.

## Filmografia
- Noc i mgła (1955)
- Hiroszima, moja miłość (1959)
- Zeszłego roku w Marienbadzie (1961)
- Muriel (1963)
- Wojna się skończyła (1966)
- Kocham Cię, kocham Cię (1968)
- Stavisky (1974)
- Opatrzność (1977)
- Wujaszek z Ameryki (1980)
- Życie jest powieścią (1983)
- Miłość aż po śmierć (1984)
- Melodramat (1986)
- Chcę wracać do domu (1989)
- Palić/Nie palić (1993)
- Znamy tę piosenkę (1997)
- Tylko nie w usta (2003)
- Prywatne lęki w miejscach publicznych (2006)
- Szalone trawy (2009)
- Jeszcze nic nie widzieliście (2012)
- Aimer, boire et chanter (2013)